# Catedral del Santísimo Rosario (Calcuta)
La Catedral del Santísimo Rosario (en bengalí: ক্যাথিড্রাল অব দ্য মোস্ট হোলি রোজারি) comúnmente conocida como la Iglesia portuguesa, es la catedral de la arquidiócesis de Calcuta al este de la India. También ha sido conocida como la Iglesia Murgihata y fue fundada en 1799. La catedral tiene un frontón decorado, flanqueado a ambos lados por dos torres en forma de cúpula y un pórtico extendido con forma de arco que sirve de entrada. El interior contiene esculturas hermosas incluyendo 14 estaciones del Vía Crucis. Detrás del altar, están las figuras de la Virgen María y el Niño Jesús. Los restos del primer arzobispo de Calcuta se encuentran por debajo del altar.